# 因巴烏

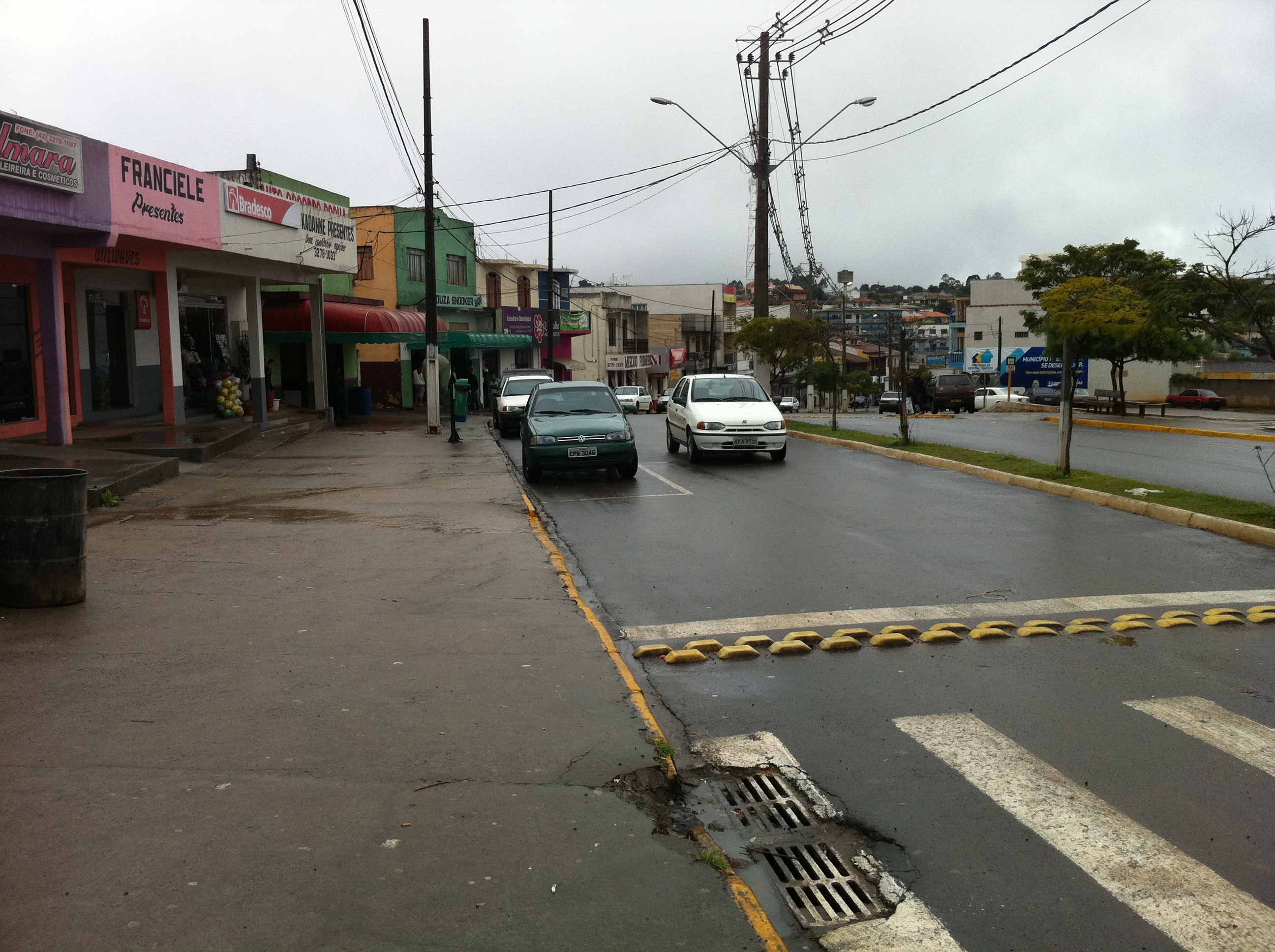
因巴烏

因巴烏（葡萄牙語：Imbaú）是巴西的城鎮，位於該國南部，由巴拉那州負責管轄，始建於1997年，面積331平方公里，海拔高度940米，2010年人口11,276，人口密度每平方公里34.05人。